# Howard City
Howard City es una villa ubicada en el condado de Montcalm en el estado estadounidense de Míchigan. En el Censo de 2010 tenía una población de 1808 habitantes y una densidad poblacional de 272,68 personas por km².

## Geografía
Howard City se encuentra ubicada en las coordenadas 43°23′41″N 85°28′4″O / 43.39472, -85.46778. Según la Oficina del Censo de los Estados Unidos, Howard City tiene una superficie total de 6.63 km², de la cual 6.54 km² corresponden a tierra firme y (1.33%) 0.09 km² es agua.

## Demografía
Según el censo de 2010, había 1808 personas residiendo en Howard City. La densidad de población era de 272,68 hab./km². De los 1808 habitantes, Howard City estaba compuesto por el 96.29% blancos, el 0.55% eran afroamericanos, el 0.61% eran amerindios, el 0.22% eran asiáticos, el 0% eran isleños del Pacífico, el 0.77% eran de otras razas y el 1.55% pertenecían a dos o más razas. Del total de la población el 2.43% eran hispanos o latinos de cualquier raza.